# Csángó Tükör
A Csángó Tükör című folyóiratot 2003 decemberében jelentették meg először Budapesten tanuló moldvai magyar fiatalok.  Főszerkesztője Tampu Sztelián. A szerkesztők között ott voltak: Ambarus Lidia, Tampu Ferenc, Tampu Cristian, Bogdán Tibor, Tampu Stelian, Trunchi Péter, Szakály Sándor. Azóta is folyamatosan megjelenik, ma már a Lakatos Demeter Csángómagyar Kulturális Egyesület kiadványa.
A kiadvány célja a moldvai magyarok kultúráját, művészetét, történelmét, hagyományait közvetíteni szélesebb közönségnek.